# Quando meno te lo aspetti
Quando meno te lo aspetti (Raising Helen) è un film del 2004 diretto da Garry Marshall con Kate Hudson e Joan Cusack.

## Trama
Helen Harris e Lindsay sono state allevate dalla loro sorella maggiore, Jenny, dopo la morte della madre. Ora Helen è l'assistente esecutivo dell'amministratore delegato di una delle più prestigiose agenzie di modelle di Manhattan, e ha un piacevole stile di vita a Manhattan che la tiene estremamente occupata e soddisfatta. Ma il suo mondo cambia improvvisamente quando Lindsay e il cognato Paul muoiono in un incidente d'auto, lasciandole i loro tre figli, Audrey, Henry e Sarah.
Helen e Jenny sono scioccate allo scoprire che Lindsay e Paul hanno lasciato la custodia dei tre ragazzi a Helen, e sono sorpresi perché Jenny era già un'ottima madre con due figli e un terzo in arrivo. Ma una lettera lasciata a Helen da Lindsay la convince a prendersi cura di loro. Cerca di farlo alle sue condizioni, allevandoli mantenendo il suo programma già frenetico. Ma quando il lavoro e i bambini iniziano a interferire, Helen si ritrova rapidamente esausta e scoraggiata dalle sue responsabilità e dalla mancanza di fede di Jenny.
Nonostante il suo programma già frenetico, Helen trova il tempo per sviluppare un affetto genuino per i ragazzi, così come un'attrazione altrettanto genuina per Dan Parker, preside della scuola per bambini e pastore luterano locale. Impegnata a cercare di placare i bambini e ad adattarsi all'essere improvvisamente una mamma, la concentrazione di Helen sul suo lavoro inizia a diminuire e viene licenziata da Dominique.
Helen diventa receptionist presso un concessionario di automobili. Le cose iniziano a migliorare man mano che si lega ai bambini e a Dan, e finalmente inizia a prendere confidenza con l'essere mamma. Ma Audrey si imbatte nella compagnia sbagliata e esce con il tipo sbagliato di ragazzo. Quando scompare dal ballo di fine anno con il suo nuovo fidanzato BZ in un motel, Helen è costretta a chiamare Jenny come supporto per cercare in tutta New York per trovare Audrey. Incapace di affrontarla e rischiare il suo odio, una volta che l'hanno rintracciata, Helen affida i bambini alla custodia di Jenny.
Helen ritorna al suo stile di vita selvaggio, ma si sente molto meno soddisfatta di quanto non fosse prima di avere i bambini. Sentendosi insoddisfatta e depressa, torna a casa di Jenny per riprendersi i bambini. La convince che è finalmente pronta per essere un genitore quando punta i piedi e mostra ad Audrey chi è il capo. Jenny, ascoltando Helen che parla con i bambini, si rifiuta ancora di restituirli per quella notte.
Helen se ne va ed è seduta da sola in un parco. Lì, Jenny appare e le consegna la lettera che Lindsay le aveva scritto. Helen lo legge, il che spiega perché Lindsay l'ha scelta, qualcuno più simile a lei, qualcuno che può dare ai bambini la madre che vogliono davvero.
Il giorno dopo, mentre guarda fuori dalla finestra, Helen si volta con gioia quando arrivano i bambini, ora suoi. Nell'ultima scena, viene mostrata Helen che passeggia con i bambini e Dan, da cui aspetta un bambino.